# Pierre et le Loup
Pour les articles homonymes, voir Pierre et le Loup (homonymie).
Ne doit pas être confondu avec L'Enfant qui criait au loup.
Pierre et le Loup (Pétia i volk, en russe : Петя и волк) opus 67, est un conte symphonique didactique, pédagogique, allégorique pour enfants, de l'auteur-compositeur-interprète russe Sergueï Prokofiev.
Le conte relate l'histoire de Pierre, un garçon qui, malgré les avertissements de son grand-père, capture un loup et sauve ses amis les animaux.
La musique de Pierre et le Loup est célèbre pour son utilisation de thèmes musicaux associés à chaque personnage, comme un air joyeux pour Pierre et une mélodie menaçante pour le loup. Le conte est souvent utilisé pour enseigner la reconnaissance des instruments de musique aux enfants.
Pierre et le Loup a été créé à Moscou en 1936 et a été joué dans le monde entier depuis. Ce conte est considéré comme une œuvre importante dans l'histoire de la musique pour enfants et une des œuvres les plus célèbres de Prokofiev, et continue d'être populaire auprès des jeunes auditoires.

## Création

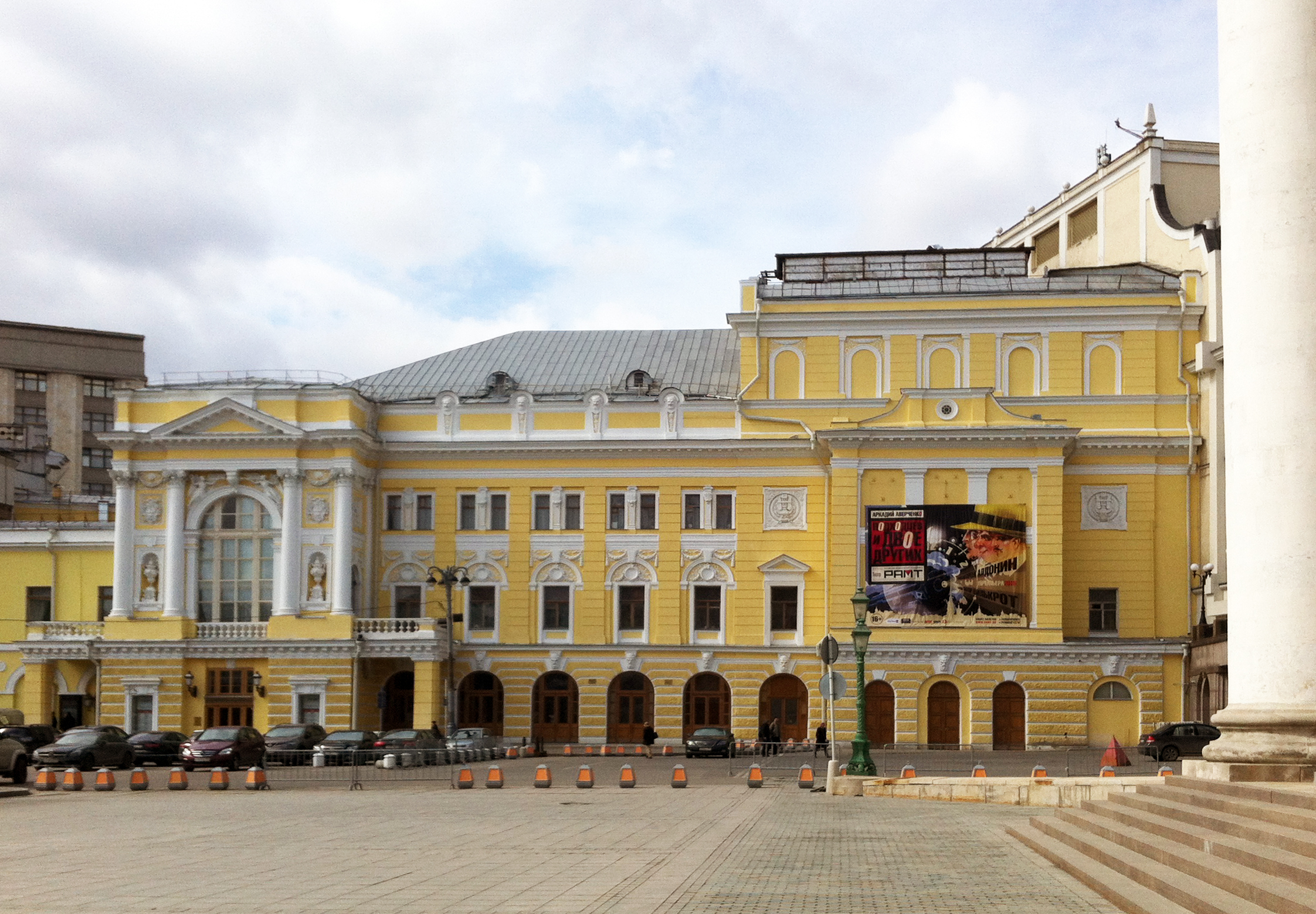
Théâtre central pour enfants de Moscou, en Russie.

Sergueï Prokofiev retourne définitivement vivre en Union soviétique en 1935, après avoir fui la révolution russe de 1917 et avoir passé deux décennies de sa vie aux États-Unis et en France. Il compose alors son ballet Roméo et Juliette (avec sa célèbre Danse des chevaliers) d’après l'œuvre de William Shakespeare.
Alors qu'il vit avec sa famille à l'Hôtel Métropole de Moscou (en) et emmène ses deux jeunes fils au théâtre central pour enfants de Moscou, la directrice Natalia Sats lui demande de composer des œuvres pour initier les enfants à la musique classique et aux principaux instruments d'orchestre symphonique. Il est alors âgé de 45 ans, avec quatre symphonies et plusieurs ballets à son actif, quand il compose ce conte philosophique symphonique Pierre et le Loup sur le thème allégorique du « petit Pierre qui n'a pas peur du grand méchant loup » (variante du Petit Chaperon rouge) dont il crée la première représentation le 2 mai 1936 au Théâtre central pour enfants de Moscou,,.
Après une première proposition de livret qui ne convient pas à Prokofiev, celui-ci crée lui-même l'histoire en s'inspirant des contes folkloriques russes de Ivan Tsarévitch.
On peut interpréter cette histoire comme un conte à la gloire de l'audace et de la débrouillardise des pionniers soviétiques, tels Pavel Morozov. L'antagonisme avec le grand-père peut également être vu comme une résistance à l'ordre réactionnaire, mais aussi comme une désobéissance face au régime totalitaire stalinien.

## Conte
Pierre (« petit Pierre », Petia en russe), un jeune Soviétique, vit à la campagne avec son grand-père. Un jour qu'il laisse la porte du jardin ouverte, un canard profite de l'occasion pour aller nager dans la mare toute proche et pour se quereller avec un oiseau « quel genre d'oiseau es-tu si tu ne sais pas voler ? » - « quel genre d'oiseau es-tu si tu ne sais pas nager ? » lui répond le canard. À ce moment, un chat s'approche ; alerté par Pierre, l'oiseau s'envole pour se réfugier dans un arbre.
Le grand-père de Pierre ramène le garçon à la maison en bougonnant et referme la porte par peur que le loup puisse surgir. C'est ce qui arrive, sitôt la porte fermée : l'oiseau et le chat s'échappent dans les arbres mais le canard, pataud et se dandinant, est avalé par le loup. Pierre attend que son grand-père s'endorme pour aller chasser le loup.
Il prend alors une corde, grimpe dans l'arbre en escaladant le mur du jardin et demande à l'oiseau de voltiger autour de la tête du loup pour détourner son attention et l’attirer vers lui. Pierre forme alors un nœud coulant avec lequel il parvient à capturer le loup par la queue. Plus le loup bondit, plus la corde se resserre autour de sa queue.
Les chasseurs sortent de la forêt. L'oiseau leur dit qu'un loup s'y trouve. Ces derniers vont alors aider Pierre, mais celui-ci l'a déjà capturé. Tous ensemble entament une marche triomphale pour emmener le loup au jardin zoologique, puis ils organisent une grande fête finale de dénouement heureux.

## Œuvre didactique
Le but de cette œuvre pédagogique est de faire découvrir aux enfants certains instruments de l'orchestre. Tandis que le récitant parle, l'orchestre ponctue le récit d'intermèdes musicaux où les différents protagonistes sont personnifiés par des instruments, :
- Pierre : le quatuor à cordes ;
- l'oiseau : la flûte traversière ;
- le canard : le hautbois ;
- le chat : la clarinette ;
- le loup : les trois cors ;
- le grand-père : le basson ;
- les chasseurs : bois et cuivres, par exemple la trompette (les coups de feu sont illustrés par des coups de timbales et de grosse caisse).

Tous les personnages ont un thème particulier qui apparaît à chacune de leurs entrées dans l'histoire et qui peut s'apparenter à un leitmotiv.
Naïve, mais raffinée et suggestive, la partition de l'artiste rencontre un succès qui ne s'est pas démenti depuis sa parution, chez les plus petits mais également chez les adultes.

## Orchestration
L'œuvre est écrite pour un petit orchestre symphonique, presque un orchestre de chambre, tous les vents étant uniques sauf les trois cors. Prokofiev a su utiliser le caractère spécifique de chaque instrument pour décrire le tempérament et les particularités des personnages :
- l'agilité — virtuosité de l'oiseau — flûte traversière et sa sonorité cristalline ;

La lecture audio n'est pas prise en charge dans votre navigateur. Vous pouvez télécharger le fichier audio.
- le pataud — bucolique du canard — hautbois et son caractère pastoral ;

La lecture audio n'est pas prise en charge dans votre navigateur. Vous pouvez télécharger le fichier audio.
- la félinité — légèreté du chat — clarinette et son espièglerie naturelle ;

La lecture audio n'est pas prise en charge dans votre navigateur. Vous pouvez télécharger le fichier audio.
- le bougonnement — caustique du grand-père — basson et sa voix profonde ;

La lecture audio n'est pas prise en charge dans votre navigateur. Vous pouvez télécharger le fichier audio.
- le lugubre — envoûtant du loup — trois cors et leurs accords si sombres ;

La lecture audio n'est pas prise en charge dans votre navigateur. Vous pouvez télécharger le fichier audio.
- le clinquant — réjouissance des chasseurs — bois / cuivres / percussions et leur marche triomphale ;

La lecture audio n'est pas prise en charge dans votre navigateur. Vous pouvez télécharger le fichier audio.
- le spontané — simplicité de Pierre — quatuor à cordes et sa candeur naïve.

La lecture audio n'est pas prise en charge dans votre navigateur. Vous pouvez télécharger le fichier audio.
| Instrumentation de Pierre et le loup                                                    |
| Cordes                                                                                  |
| Premiers violons, seconds violons, altos, violoncelles et contrebasses                  |
| Bois                                                                                    |
| 1 flûte traversière, 1 hautbois, 1 clarinette et 1 basson                               |
| Cuivres                                                                                 |
| 3 cors, 1 trompette et 1 trombone                                                       |
| Percussions                                                                             |
| 3 timbales, triangle, castagnettes, tambourin, cymbales, caisse claire et grosse caisse |

## Discographie sélective
- 1956 : Gérard Philipe, Orchestre symphonique d'État d'URSS sous la direction de Guennadi Rojdestvenski (Le Chant du Monde).
- 1957 : Robert Hirsch, Orchestre Philharmonia, direction Herbert von Karajan (Pathé-Marconi).
- 1959 : Narrateur : Jean-Claude Pascal, Philharmonia Orchestra, direction : Herbert von Karajan (Warner Classics).
- 1960 : Version anglaise avec Leonard Bernstein, version française avec Alban Liebl, version allemande avec Matthias Ernst Holzmann et version portugaise avec Roberto Carlos, Orchestre philharmonique de New York sous la direction de Leonard Bernstein (Columbia Records).
- 1961 : Fernandel, orchestre sous la direction d'Albert Wolff (Decca) (avec une erreur de Fernandel dans la description préliminaire des instruments : il y dit cymbale au lieu de timbale).
- 1961 : Jean-Pierre Aumont, André Kostelanetz et son orchestre, livre-disque illustré par Guy-Gérard Noël (Columbia Masterworks).
- 1962 : Robert Lamoureux, Orchestre des Concerts Lamoureux sous la direction de Roberto Benzi, livre-disque illustré par Guy-Gérard Noël (Philips).
- 1963 : Version française avec Madeleine Renaud, version italienne avec Eduardo De Filippo, version espagnole avec Juan Pulido, version anglaise avec Alec Clunes, version allemande avec Mathias Wieman et version japonaise avec Tetsuko Kuroyanagi, Orchestre national de France sous la direction de Lorin Maazel (Deutsche Grammophon).
- 1963 : Jacques Brel, Orchestre national de la Radio-télévision belge, direction André Vandernoot (RTB).
- 1965 : Claude Piéplu, Orchestre de Paris, direction Igor Markevitch (EMI).
- 1969 : Jean Nohain, Orchestre des Concerts Lamoureux, direction Jésus Etcheverry (Philips).
- 1970 : Jacques Brel, Orchestre des Concerts Lamoureux, direction Jean Laforge (Barclay).
- 1976 : Peter and the wolf : Artistes variés : Incluant Brian Eno, Phil Collins, Stéphane Grappelli, Cozy Powell, etc.
- 1978 : David Bowie, Philadelphia Orchestra, direction Eugene Ormandy (RCA)
- 1984 : Jacques Higelin, Orchestre philharmonique d'Israël, direction Zubin Mehta (La Voix de son maître) (et lors d'un concert à Lille en 1994 avec l'Orchestre national de Lille sous la direction de Jean-Claude Casadesus).
- 1990 : Version française avec Charles Aznavour, version allemande avec Barbara Sukowa, version espagnole avec José Carreras, version italienne avec Roberto Benigni et version anglaise avec Sting, Orchestre de chambre d'Europe sous la direction de Claudio Abbado (Deutsche Grammophon).
- 1992 : Lambert Wilson, Orchestre national du Capitole de Toulouse, direction Michel Plasson.
- 1995 : Olivier Saladin et François Morel, texte revu, direction Dominique Debart (Éditions Au Merle Moqueur).
- 1999 : Eddy Mitchell, Nouvel Ensemble Instrumental du Conservatoire de Paris, direction Jacques Pési (Virgin Classics).
- 2002 : Jean Rochefort, Orchestre de la Suisse italienne, direction Jean-Bernard Pommier (Harmonia Mundi).
- 2004 : Michel Galabru, l'Orchestre de Chambre de Genève, direction Thierry Fischer.
- 2004 : Smaïn, Orchestre de Pau-Béarn, direction Fayçal Karoui.
- 2004 : Tom Novembre et Gavin Friday, ensemble Friday-Seezer (Naïve).
- 2007 : Valérie Lemercier, Orchestre national du Capitole de Toulouse, direction Tugan Sokhiev (Naïve).
- 2013 : Denis Podalydès, Leslie Menu, et The Amazing Keystone Big Band (Le Chant du Monde)
- 2014 : François Morel, Orchestre National de France, direction Daniele Gatti
- 2023: Jean Lambert-wild, Quintette Kornôg, Les musicales du Golfe[9]
- 2025 : Jean Reno, Orchestre de chambre de Lausanne, direction Renaud Capuçon[réf. nécessaire]

## Adaptations
À la suite du dessin animé Pierre et le Loup de La Boîte à musique, réalisé en 1946 par Walt Disney, Pierre et le Loup a fait l'objet de nombreuses adaptations, comme celle de Michel Jaffrennou en 1995, avec Peter Ustinov (récitant et grand-père) et Lilian Durey (dans le rôle de Pierre).
Suzie Templeton (Royaume-Uni) réalise en 2006 un court métrage d'animation de marionnettes de trente minutes, Peter & the Wolf, à partir de la version symphonique (sans parole) de l’œuvre. Dans un décor de Russie rurale (neige, glace). Pierre capture le loup mais, voyant celui-ci condamné à figurer dans un cirque, ou à être mangé et empaillé, finit par l'aider à se sauver et rejoindre la forêt.
En 2013, Gordon Béziat, Pierre-Emmanuel Lyet et Corentin Leconte réalisent un court métrage d'animation français qui propose une version revisitée et complètement différente de l'œuvre de Prokofiev. L'Orchestre national de France, dirigé par Daniele Gatti, est filmé dans un décor virtuel où des personnages animés interagissent avec les musiciens, autour du jeune acteur qui interprète Pierre. Le comédien François Morel en assure la narration. Cette version hybride a reçue à Berlin en 2014 la Rose d’or du meilleur programme TV de l’UER, catégorie Art, et un Golden Prague pour son « extraordinaire aboutissement artistique »

## Au cinéma
- 1946 : Pierre et le Loup, de La Boîte à musique, de Walt Disney Pictures, avec Sacha l'oiseau, Sonia le canard, Ivan le chat, Misha, Yasha et Vladimir les chasseurs[12].
- 2006 : Pierre et le Loup, court métrage d'animation de Suzie Templeton

### Bases de données et dictionnaires
- Ressources relatives à la musique :   - International Music Score Library Project
  - AllMusic
  - Bait La Zemer Ha-Ivri
  - Carnegie Hall
  - MusicBrainz (œuvres)
  - Muziekweb
- Notice dans un dictionnaire ou une encyclopédie généraliste :   - Britannica
- Notices d'autorité :   - VIAF
  - BnF (données)
  - GND
  - Israël